# Die singende Familie Trapp
Die singende Familie Trapp (jap. トラップ一家物語, Torappu Ikka Monogatari, wörtlich: „Die Geschichte der Trapp-Familie“) ist eine 40-teilige Anime-Serie von Nippon Animation aus dem Jahr 1991, die auf der Autobiographie Die Trapp-Familie von Maria Augusta von Trapp basiert. Sie gehört zum World Masterpiece Theaters und wurde international in vielen Ländern gezeigt.

## Handlung
Maria Kutschera verlor ihre Eltern, als sie ein Kind war, und wuchs im Haus ihrer Verwandten auf. Nach dem Abschluss der Ausbildung zur Lehrerin besucht sie ein Kloster in Salzburg, dessen Disziplin am strengsten ist. Im Stift Nonnberg trifft sie die Äbtissin und berichtet von ihrer Absicht, Nonne zu werden. Aber Maria hat einige Schwierigkeiten mit der strengen Disziplin und wird manchmal von anderen Schwestern ausgeschimpft. Eines Tages schickt die Äbtissin Maria als Hauslehrerin der zweiten Tochter Maria zum ehemaligen österreichischen U-Boot-Kommandanten Georg Ludwig von Trapp. Neun Monaten soll sich Maria um das Mädchen kümmern; später hilft sie auch deren Schwester Johanna beim Lernen. Die sieben Kinder lehnen die neue Hauslehrerin erst ab und sie hat auch mit dem Baron und der Haushälterin eine schwierige Zeit. Jedoch gewinnt sie im Lauf der Zeit mit ihrer freundlichen Art und der Liebe zur Musik das Herz der Kinder. Auch der Baron erkennt, dass Maria die für die Kinder passende neue Mutter ist.

## Produktion und Veröffentlichung
Die Serie wurde 1991 von Nippon Animation im Auftrag von Fuji Television unter der Regie von Kozo Kusuba hergestellt. Ayo Shiroya schrieb das Drehbuch. Die Vorlage wurde dabei recht frei interpretiert, um die Animeserie für ihr junges Publikum zugänglicher zu machen. So wurde der zeitliche Rahmen gekürzt, die nicht 1925, sondern erst 1936 beginnt, die Zahl und Namen der Kinder wurde verändert und Butler Hans Schweiger war zwar ein Mitglied der NSDAP, aber tatsächlich gab er dem Baron den Rat, die Angebote zu Konzerten in Amerika anzunehmen, und verhalf der Familie zur Flucht. Für die Serie entwarf Shūichi Seki das Charakterdesign und Shigeru Morimoto übernahm die künstlerische Leitung. Die Produzenten waren Minoru Wada, Takaji Matsudo und Yoshihisa Tachikawa.
Die Ausstrahlung erfolgte vom 13. Januar bis 22. Dezember 1991 auf Fuji Television. Später kam auch ein Zusammenschnitt der 40 Folgen in Form eines 85 Minuten langen Films heraus, dessen Geschichte der des amerikanischen Films von 1965 ähnelt. Die zehnteilige DVD-Edition der Serie wurden erst 2002 in Japan veröffentlicht. Eine deutsche Fassung wurde zunächst vom 23. Februar bis 22. April 1998 von ORF 1 gezeigt. Ab dem 27. Juni 2001 folgte dann bei RTL II auch eine Ausstrahlung in Deutschland. Darüber hinaus wurde der Anime im französischen, spanischen, italienischen, philippinischen, polnischen und portugiesischen Fernsehen sowie in Lateinamerika und in der arabischen Welt gezeigt.

### Synchronisation
| Rolle              | japanischer Sprecher (Seiyū) | deutscher Sprecher |
| ------------------ | ---------------------------- | ------------------ |
| Maria Kutschera    | Masako Katsuki               | Ulli Jürgens       |
| Georg von Trapp    | Katsunosuke Hori             | Detlev Eckstein    |
| Rupert von Trapp   | Shinobu Adachi               | Dominik Kaschke    |
| Hedwig von Trapp   | Maria Kawamura               |                    |
| Werner von Trapp   | Yoko Matsuoka                | Gunther Gillian    |
| Maria von Trapp    | Yuri Shiratori               | Tania Golden       |
| Johanna von Trapp  | Hiromi Ishikawa              | Eva Spreitzhofer   |
| Martina von Trapp  | Saori Suzuki                 |                    |
| Agathe von Trapp   | Naoko Watanabe               |                    |
| Baronesse Mathilda | Yoshiko Fujita               | Susanne Altschul   |
| Clarine            | Kyoko Irokawa                |                    |
| Hans               | Masato Hirano                | Dieter Witting     |
| Mimi               | Junko Hagimori               | Susanne Altschul   |
| Rosie              | Haru Endou                   |                    |
| Franz              | Takao Oyama                  | Peter Faerber      |
| Äbtissin           | Nana Yamaguchi               |                    |
| Dolores            | Natsuko Fuji                 |                    |
| Raphaela           | Aya Hisakawa                 |                    |
| Yvonne Belvedere   | Eiko Yamada                  |                    |
| Franz Wasner       | Katsuji Mori                 |                    |
| Lotte Lehmann      | Chikako Akimoto              |                    |
| Kurt Schuschnigg   | Jun Hazumi                   |                    |

### Musik
Den Soundtrack der Serie komponierte Shinsuke Kazato. Das Titellied war Do-Re-Mi, das von Richard Rodgers für das frühere, amerikanische Musical The Sound of Music komponiert wurde. Das Lied wurde mit dem Text von Peggy Hayama auf Japanisch gesungen. Der Abspanntitel ist Ryōte wo hirogete (両手を広げて) von Eri Itoh. Für die DVD wurde der Vorspann mit dem Lied Hohoemi no mahō (ほほえみの魔法), ebenfalls von Eri Itoh, unterlegt.